# Wardadzor
Wardadzor – wieś w Armenii, w prowincji Gegharkunik. W 2011 roku liczyła 2864 mieszkańców.